# WTCR 2020
La stagione 2020 della coppa del mondo turismo è la terza edizione del campionato organizzato dalla Eurosport Events. La competizione, il cui calendario è stato più volte rivisto e posticipato a causa della pandemia di COVID-19 del 2019-2021, è iniziata il 12 settembre a Zolder ed è terminata il 15 novembre a Aragón. Il campionato è riservato a vetture turismo con specifiche TCR, equipaggiate con pneumatici Goodyear. Yann Ehrlacher, su Lynk & Co 03 TCR, si è aggiudicato il titolo piloti, mentre la sua scuderia, la Cyan Racing Lynk & Co, si è aggiudicata il titolo scuderie. Gilles Magnus, su Audi RS3 LMS TCR, si è aggiudicato il titolo piloti rookie, mentre Jean-Karl Vernay, su Alfa Romeo Giulietta TCR, si è aggiudicato il trofeo WTCR riservato ai piloti non ufficiali.

## Scuderie e piloti
| Scuderia                                  | Vettura                    | #   | Pilota                 | Gare      |
| ----------------------------------------- | -------------------------- | --- | ---------------------- | --------- |
| BRC Hyundai N Lukoil Squadra Corse        | Hyundai i30 N TCR          | 1   | Norbert Michelisz      | 1-6       |
| BRC Hyundai N Lukoil Squadra Corse        | Hyundai i30 N TCR          | 30  | Gabriele Tarquini      | 1-6       |
| Vuković Motorsport                        | Renault Mégane R.S. TCR    | 7   | Jack Young             | 1-2       |
| Vuković Motorsport                        | Renault Mégane R.S. TCR    | 33  | Dylan O’Keeffe         | 1         |
| Vuković Motorsport                        | Renault Mégane R.S. TCR    | 34  | Aurélien Comte         | 3-6       |
| Engstler Hyundai N Liqui Moly Racing Team | Hyundai i30 N TCR          | 8   | Luca Engstler          | 1-6       |
| Engstler Hyundai N Liqui Moly Racing Team | Hyundai i30 N TCR          | 27  | Mitchell Cheah         | 6         |
| Engstler Hyundai N Liqui Moly Racing Team | Hyundai i30 N TCR          | 40  | Josh Files             | 5         |
| Engstler Hyundai N Liqui Moly Racing Team | Hyundai i30 N TCR          | 88  | Nicky Catsburg         | 1-3       |
| Engstler Hyundai N Liqui Moly Racing Team | Hyundai i30 N TCR          | 97  | Nico Gruber            | 4         |
| ALL-INKL.DE Münnich Motorsport            | Honda Civic Type R TCR     | 9   | Attila Tassi           | 1-6       |
| ALL-INKL.DE Münnich Motorsport            | Honda Civic Type R TCR     | 18  | Tiago Monteiro         | 1-6       |
| ALL-INKL.COM Münnich Motorsport           | Honda Civic Type R TCR     | 29  | Néstor Girolami        | 1-6       |
| ALL-INKL.COM Münnich Motorsport           | Honda Civic Type R TCR     | 86  | Esteban Guerrieri      | 1-6       |
| Cyan Performance Lynk & Co                | Lynk & Co 03 TCR           | 11  | Thed Björk             | 1-6       |
| Cyan Performance Lynk & Co                | Lynk & Co 03 TCR           | 12  | Santiago Urrutia       | 1-6       |
| Cyan Racing Lynk & Co                     | Lynk & Co 03 TCR           | 68  | Yann Ehrlacher         | 1-6       |
| Cyan Racing Lynk & Co                     | Lynk & Co 03 TCR           | 100 | Yvan Muller            | 1-6       |
| Comtoyou Racing                           | Audi RS3 LMS TCR           | 15  | Nicolas Baert          | 5         |
| Comtoyou Racing                           | Audi RS3 LMS TCR           | 16  | Gilles Magnus          | 1-6       |
| Comtoyou DHL Team Audi Sport              | Audi RS3 LMS TCR           | 17  | Nathanaël Berthon      | 1-6       |
| Comtoyou DHL Team Audi Sport              | Audi RS3 LMS TCR           | 31  | Tom Coronel            | 1-6       |
| Vexta Domy                                | CUPRA Leon Competición TCR | 22  | Petr Fulín             | 3         |
| Team Mulsanne                             | Alfa Romeo Giulietta TCR   | 25  | Luca Filippi           | 1, 3-4, 6 |
| Team Mulsanne                             | Alfa Romeo Giulietta TCR   | 69  | Jean-Karl Vernay       | 1-6       |
| Target Competition                        | Hyundai i30 N TCR          | 28  | José Manuel Sapag      | 4, 6      |
| Zengő Motorsport Services KFT             | CUPRA Leon Competición TCR | 55  | Bence Boldizs          | 1-6       |
| Zengő Motorsport Services KFT             | CUPRA Leon Competición TCR | 96  | Mikel Azcona           | 1-6       |
| Zengő Motorsport Services KFT             | CUPRA Leon Competición TCR | 99  | Gábor Kismarty-Lechner | 1-6       |

## Calendario
| Gara | Gara | Nome gara          | Circuito                   | Data         | Supporto                                                         |
| ---- | ---- | ------------------ | -------------------------- | ------------ | ---------------------------------------------------------------- |
| 1    | G1   | Gara del Belgio    | Circuito di Zolder         | 13 settembre | TCR Europe Touring Car Series European Truck Racing Championship |
| 1    | G2   | Gara del Belgio    | Circuito di Zolder         | 13 settembre | TCR Europe Touring Car Series European Truck Racing Championship |
| 2    | G3   | Gara di Germania   | Nürburgring Nordschleife   | 25 settembre | 24 Ore del Nürburgring Audi R8 LMS Cup                           |
| 2    | G4   | Gara di Germania   | Nürburgring Nordschleife   | 25 settembre | 24 Ore del Nürburgring Audi R8 LMS Cup                           |
| 3    | G5   | Gara di Slovacchia | Slovakiaring               | 10 ottobre   | European Truck Racing Championship                               |
| 3    | G6   | Gara di Slovacchia | Slovakiaring               | 11 ottobre   | European Truck Racing Championship                               |
| 3    | G7   | Gara di Slovacchia | Slovakiaring               | 11 ottobre   | European Truck Racing Championship                               |
| 4    | G8   | Gara d'Ungheria    | Hungaroring                | 17 ottobre   | European Truck Racing Championship TCR Eastern Europe Trophy     |
| 4    | G9   | Gara d'Ungheria    | Hungaroring                | 18 ottobre   | European Truck Racing Championship TCR Eastern Europe Trophy     |
| 4    | G10  | Gara d'Ungheria    | Hungaroring                | 18 ottobre   | European Truck Racing Championship TCR Eastern Europe Trophy     |
| 5    | G11  | Gara di Spagna     | Ciudad del Motor de Aragón | 31 ottobre   | PURE ETCR Touring Car Series                                     |
| 5    | G12  | Gara di Spagna     | Ciudad del Motor de Aragón | 1º novembre  | PURE ETCR Touring Car Series                                     |
| 5    | G13  | Gara di Spagna     | Ciudad del Motor de Aragón | 1º novembre  | PURE ETCR Touring Car Series                                     |
| 6    | G14  | Gara d'Aragona     | Ciudad del Motor de Aragón | 14 novembre  | PURE ETCR Touring Car Series                                     |
| 6    | G15  | Gara d'Aragona     | Ciudad del Motor de Aragón | 15 novembre  | PURE ETCR Touring Car Series                                     |
| 6    | G16  | Gara d'Aragona     | Ciudad del Motor de Aragón | 15 novembre  | PURE ETCR Touring Car Series                                     |

## Risultati e classifiche

### Gare
| Gara | Circuito   | Pole position     | Giro veloce       | Pilota vincitore  | Scuderia vincitrice                       | Vincitore rookie | Vincitore trofeo WTCR |
| ---- | ---------- | ----------------- | ----------------- | ----------------- | ----------------------------------------- | ---------------- | --------------------- |
| 1    | Belgio     |                   | Néstor Girolami   | Néstor Girolami   | ALL-INKL.COM Münnich Motorsport           | Gilles Magnus    | Tom Coronel           |
| 2    | Belgio     | Nathanaël Berthon | Nathanaël Berthon | Yann Ehrlacher    | Cyan Racing Lynk & Co                     | Gilles Magnus    | Gilles Magnus         |
| 3    | Germania   |                   | Yann Ehrlacher    | Esteban Guerrieri | ALL-INKL.COM Münnich Motorsport           | Gilles Magnus    | Tom Coronel           |
| 4    | Germania   | Néstor Girolami   | Yann Ehrlacher    | Yann Ehrlacher    | Cyan Racing Lynk & Co                     | Bence Boldizs    | Jean-Karl Vernay      |
| 5    | Slovacchia | Nathanaël Berthon | Thed Björk        | Nathanaël Berthon | Comtoyou DHL Team Audi Sport              | Gilles Magnus    | Nathanaël Berthon     |
| 6    | Slovacchia |                   | Mikel Azcona      | Tom Coronel       | Comtoyou DHL Team Audi Sport              | Gilles Magnus    | Tom Coronel           |
| 7    | Slovacchia | Nathanaël Berthon | Nicky Catsburg    | Nicky Catsburg    | Engstler Hyundai N Liqui Moly Racing Team | Gilles Magnus    | Jean-Karl Vernay      |
| 8    | Ungheria   | Esteban Guerrieri | Norbert Michelisz | Esteban Guerrieri | ALL-INKL.COM Münnich Motorsport           | Luca Engstler    | Jean-Karl Vernay      |
| 9    | Ungheria   |                   | Norbert Michelisz | Yann Ehrlacher    | Cyan Racing Lynk & Co                     | Bence Boldizs    | Jean-Karl Vernay      |
| 10   | Ungheria   | Esteban Guerrieri | Tiago Monteiro    | Esteban Guerrieri | ALL-INKL.COM Münnich Motorsport           | Gilles Magnus    | Jean-Karl Vernay      |
| 11   | Spagna     | Norbert Michelisz | Gilles Magnus     | Jean-Karl Vernay  | Team Mulsanne                             | Gilles Magnus    | Jean-Karl Vernay      |
| 12   | Spagna     |                   | Nathanaël Berthon | Mikel Azcona      | Zengő Motorsport Services KFT             | Gilles Magnus    | Nathanaël Berthon     |
| 13   | Spagna     | Gilles Magnus     | Thed Björk        | Thed Björk        | Cyan Performance Lynk & Co                | Gilles Magnus    | Nathanaël Berthon     |
| 14   | Aragona    | Santiago Urrutia  | Mikel Azcona      | Esteban Guerrieri | ALL-INKL.COM Münnich Motorsport           | Gilles Magnus    | Gilles Magnus         |
| 15   | Aragona    |                   | Yvan Muller       | Yvan Muller       | Cyan Racing Lynk & Co                     | Gilles Magnus    | Jean-Karl Vernay      |
| 16   | Aragona    | Santiago Urrutia  | Santiago Urrutia  | Santiago Urrutia  | Cyan Performance Lynk & Co                | Gilles Magnus    | Jean-Karl Vernay      |

### Sistema di punteggio
| Pos.  | 1  | 2  | 3  | 4  | 5  | 6  | 7 | 8 | 9 | 10 | 11 | 12 | 13 | 14 | 15 | 16 > |
| ----- | -- | -- | -- | -- | -- | -- | - | - | - | -- | -- | -- | -- | -- | -- | ---- |
| Punti | 25 | 20 | 16 | 13 | 11 | 10 | 9 | 8 | 7 | 6  | 5  | 4  | 3  | 2  | 1  | 0    |

### Classifiche

#### Classifica piloti
| 1                         | Yann Ehrlacher         | 7   | 1   | 3   | 1   | 9   | 7   | 11  | 2   | 1   | 8   | 11  | 6   | 12  | 6   | 6   | 2   | 234   |
| 2                         | Yvan Muller            | 8   | 2   | 2   | 7   | 14  | 8   | 13  | 4   | 2   | 9   | 7   | 2   | 14  | 7   | 1   | 4   | 195   |
| 3                         | Jean-Karl Vernay       | 5   | 7   | 9   | 6   | 3   | 14  | 4   | 9   | 3   | 5   | 1   | Rit | 6   | 8   | 2   | 3   | 194   |
| 4                         | Esteban Guerrieri      | Rit | 13  | 1   | 5   | 4   | 3   | 7   | 1   | 7   | 1   | 13  | 10  | 9   | 1   | Rit | 18  | 188   |
| 5                         | Gilles Magnus          | 10  | 4   | 7   | Rit | 7   | 2   | 3   | 15  | 10  | 14  | 3   | 8   | 5   | 3   | 4   | 9   | 172   |
| 6                         | Santiago Urrutia       | 6   | 3   | Rit | 10  | 15  | 15  | 8   | 7   | 4   | Rit | 2   | 3   | 2   | 9   | NC  | 1   | 169   |
| 7                         | Mikel Azcona           | 16  | 11  | Rit | 4   | 8   | 4   | 5   | 6   | Rit | 4   | 4   | 1   | 7   | 5   | 3   | 5   | 168   |
| 8                         | Nathanaël Berthon      | 9   | 14  | 12  | 12  | 1   | Rit | 2   | 12  | 11  | 11  | 12  | 4   | 4   | 4   | NC  | 8   | 148   |
| 9                         | Thed Björk             | 2   | Rit | 4   | 2   | 19  | 16  | 15  | 10  | 12  | 12  | Rit | 7   | 1   | 11  | 7   | 6   | 142   |
| 10                        | Néstor Girolami        | 1   | 5   | 6   | 11  | 5   | 18† | NP  | 3   | Rit | 3   | 10  | 11  | Rit | 2   | Rit | NP  | 137   |
| 11                        | Tom Coronel            | 4   | 6   | 5   | 8   | 6   | 1   | 6   | 11  | 17  | 13  | 19† | Rit | 8   | 12  | 15  | 15  | 117   |
| 12                        | Attila Tassi           | 3   | 20  | Rit | 3   | 11  | Rit | NP  | 5   | 8   | 6   | 17  | 13  | Rit | 10  | 8   | 10  | 100   |
| 13                        | Norbert Michelisz      | 11  | 8   | NP  | NP  | 10  | 6   | 10  | 21  | 5   | 10  | 6   | 15  | 16  | 16  | 5   | 7   | 93    |
| 14                        | Gabriele Tarquini      | 15  | 15  | NP  | NP  | 2   | Rit | Rit | NC  | 18  | 7   | 5   | 5   | 3   | 15  | Rit | 13  | 79    |
| 15                        | Tiago Monteiro         | Rit | 19  | 8   | 9   | 13  | 9   | 17† | 14  | 9   | 2   | 14  | 12  | Rit | 20† | 10  | 11  | 79    |
| 16                        | Luca Engstler          | 12  | 10  | NP  | NP  | NC  | 10  | 9   | 8   | Rit | 16  | 8   | 9   | Rit | 13  | 11  | 14  | 59    |
| 17                        | Nicky Catsburg         | 14  | 9   | NP  | NP  | 17  | 5   | 1   |     |     |     |     |     |     |     |     |     | 53    |
| 18                        | Bence Boldizs          | 17  | 17  | 10  | 13  | 21† | 13  | NC  | 16  | 6   | 17  | 9   | NP  | 15  | 17  | Rit | 16  | 35    |
| 19                        | Aurélien Comte         |     |     |     |     | 16  | 12  | 12  | 17  | 19† | 19  | Rit | NC  | Rit | 14  | 12  | 17  | 17    |
| 20                        | Gábor Kismarty-Lechner | 19  | 18  | 11  | 14  | 20  | 17  | 16  | 19  | 16  | 21  | 18  | 17† | 13  | Rit | 14  | 19  | 17    |
| 21                        | Josh Files             |     |     |     |     |     |     |     |     |     |     | 16  | 14  | 10  |     |     |     | 9     |
| 22                        | Mitchell Cheah         |     |     |     |     |     |     |     |     |     |     |     |     |     | 18  | 13  | 20† | 4     |
| 23                        | Nico Gruber            |     |     |     |     |     |     |     | 18  | 14  | 20  |     |     |     |     |     |     | 3     |
| 24                        | Jack Young             | 20† | 21† | Rit | NP  |     |     |     |     |     |     |     |     |     |     |     |     | 0     |
| Piloti non classificabili |                        |     |     |     |     |     |     |     |     |     |     |     |     |     |     |     |     |       |
|                           | Luca Filippi           | 18  | 16  |     |     | 12  | Rit | Rit | 13  | 13  | 15  |     |     |     | Rit | 9   | 12  |       |
|                           | Petr Fulín             |     |     |     |     | 18  | 11  | 14  |     |     |     |     |     |     |     |     |     |       |
|                           | Nicolas Baert          |     |     |     |     |     |     |     |     |     |     | 15  | 16  | 11  |     |     |     |       |
|                           | Dylan O'Keeffe         | 13  | 12  |     |     |     |     |     |     |     |     |     |     |     |     |     |     |       |
|                           | José Manuel Sapag      |     |     |     |     |     |     |     | 20  | 15  | 18  |     |     |     | 19  | Rit | NP  |       |
| Pos.                      | Pilota                 | BEL | BEL | GER | GER | SVC | SVC | SVC | UNG | UNG | UNG | SPA | SPA | SPA | ARA | ARA | ARA | Punti |

| Colore  | Risultato             |
| ------- | --------------------- |
| Oro     | Vincitore             |
| Argento | 2º posto              |
| Bronzo  | 3º posto              |
| Verde   | Finito a punti        |
| Blu     | Finito senza punti    |
| Viola   | Ritirato (Rit)        |
| Viola   | Non classificato (NC) |
| Rosso   | Non qualificato (NQ)  |
| Nero    | Squalificato (SQ)     |
| Bianco  | Non partito (NP)      |
| Bianco  | Non ha gareggiato     |
| Bianco  | Infortunato (INF)     |
| Bianco  | Escluso (ES)          |
| Bianco  | Gara cancellata (C)   |

#### Classifica scuderie
| Pos.                        | Scuderia                                  | BEL | BEL | GER | GER | SVC | SVC | SVC | UNG | UNG | UNG | SPA | SPA | SPA | ARA | ARA | ARA | Punti |
| --------------------------- | ----------------------------------------- | --- | --- | --- | --- | --- | --- | --- | --- | --- | --- | --- | --- | --- | --- | --- | --- | ----- |
| 1                           | Cyan Racing Lynk & Co                     | 7   | 1   | 2   | 1   | 9   | 7   | 11  | 2   | 1   | 8   | 7   | 2   | 12  | 6   | 1   | 2   | 429   |
| 1                           | Cyan Racing Lynk & Co                     | 8   | 2   | 3   | 7   | 14  | 8   | 13  | 4   | 2   | 9   | 11  | 6   | 14  | 7   | 6   | 4   | 429   |
| 2                           | ALL-INKL.COM Münnich Motorsport           | 1   | 5   | 1   | 5   | 4   | 3   | 7   | 1   | 7   | 1   | 10  | 10  | 9   | 1   | Rit | 18  | 325   |
| 2                           | ALL-INKL.COM Münnich Motorsport           | Rit | 13  | 6   | 11  | 5   | 18† | NP  | 3   | Rit | 3   | 13  | 11  | Rit | 2   | Rit | NP  | 325   |
| 3                           | Cyan Performance Lynk & Co                | 2   | 3   | 4   | 2   | 15  | 15  | 8   | 7   | 4   | 12  | 2   | 3   | 1   | 9   | 7   | 1   | 311   |
| 3                           | Cyan Performance Lynk & Co                | 6   | Rit | Rit | 10  | 19  | 16  | 15  | 10  | 12  | Rit | Rit | 7   | 2   | 11  | NC  | 6   | 311   |
| 4                           | Comtoyou DHL Team Audi Sport              | 4   | 6   | 5   | 8   | 1   | 1   | 2   | 11  | 11  | 11  | 12  | 4   | 4   | 4   | 15  | 8   | 265   |
| 4                           | Comtoyou DHL Team Audi Sport              | 9   | 14  | 12  | 12  | 6   | Rit | 6   | 12  | 17  | 13  | 19† | Rit | 8   | 12  | NC  | 15  | 265   |
| 5                           | Zengő Motorsport Services KFT             | 16  | 11  | 11  | 4   | 8   | 4   | 5   | 6   | 16  | 4   | 4   | 1   | 7   | 5   | 3   | 5   | 185   |
| 5                           | Zengő Motorsport Services KFT             | 19  | 18  | Rit | 14  | 20  | 17  | 16  | 19  | Rit | 21  | 18  | 17† | 13  | Rit | 14  | 19  | 185   |
| 5                           | Zengő Motorsport Services KFT             | 17  | 17  | 10  | 13  | 21† | 13  | NC  | 16  | 6   | 17  | 9   | NP  | 15  | 17  | Rit | 16  | 185   |
| 6                           | ALL-INKL.DE Münnich Motorsport            | 3   | 19  | 8   | 3   | 11  | 9   | 17† | 5   | 8   | 2   | 14  | 12  | Rit | 10  | 8   | 10  | 179   |
| 6                           | ALL-INKL.DE Münnich Motorsport            | Rit | 20  | Rit | 9   | 13  | Rit | NP  | 14  | 9   | 6   | 17  | 13  | Rit | 20† | 10  | 11  | 179   |
| 7                           | BRC Hyundai N Lukoil Squadra Corse        | 11  | 8   | NP  | NP  | 2   | 6   | 10  | 21  | 5   | 7   | 5   | 5   | 3   | 15  | 5   | 7   | 172   |
| 7                           | BRC Hyundai N Lukoil Squadra Corse        | 15  | 15  | NP  | NP  | 10  | Rit | Rit | NC  | 18  | 10  | 6   | 15  | 16  | 16  | Rit | 13  | 172   |
| 8                           | Engstler Hyundai N Liqui Moly Racing Team | 12  | 9   | NP  | NP  | 17  | 5   | 1   | 8   | 14  | 16  | 8   | 9   | 10  | 13  | 11  | 14  | 128   |
| 8                           | Engstler Hyundai N Liqui Moly Racing Team | 14  | 10  | NP  | NP  | NC  | 10  | 9   | 18  | Rit | 20  | 16  | 14  | Rit | 18  | 13  | 20† | 128   |
| Scuderie non classificabili |                                           |     |     |     |     |     |     |     |     |     |     |     |     |     |     |     |     |       |
|                             | Team Mulsanne                             | 5   | 7   | 9   | 6   | 3   | 14  | 4   | 9   | 3   | 5   | 1   | Rit | 6   | 8   | 2   | 3   |       |
| 18                          | Team Mulsanne                             | 16  |     |     | 12  | Rit | Rit | 13  | 13  | 15  |     |     |     | Rit | 9   | 12  |     |       |
|                             | Comtoyou Racing                           | 10  | 4   | 7   | Rit | 7   | 2   | 3   | 15  | 10  | 14  | 3   | 8   | 5   | 3   | 4   | 9   |       |
|                             | Comtoyou Racing                           |     |     |     |     |     |     |     |     |     | 15  | 16  | 11  |     |     |     |     |       |
|                             | Vexta Domy                                |     |     |     |     | 18  | 11  | 14  |     |     |     |     |     |     |     |     |     |       |
|                             | Vuković Motorsport                        | 13  | 12  | Rit | NP  | 16  | 12  | 12  | 17  | 19† | 19  | Rit | NC  | Rit | 14  | 12  | 17  |       |
| 20†                         | Vuković Motorsport                        | 21† |     |     |     |     |     |     |     |     |     |     |     |     |     |     |     |       |
|                             | Target Competition                        |     |     |     |     |     |     |     | 20  | 15  | 18  |     |     |     | 19  | Rit | NP  |       |
| Pos.                        | Scuderia                                  | BEL | BEL | GER | GER | SVC | SVC | SVC | UNG | UNG | UNG | SPA | SPA | SPA | ARA | ARA | ARA | Punti |

| Colore  | Risultato             |
| ------- | --------------------- |
| Oro     | Vincitore             |
| Argento | 2º posto              |
| Bronzo  | 3º posto              |
| Verde   | Finito a punti        |
| Blu     | Finito senza punti    |
| Viola   | Ritirato (Rit)        |
| Viola   | Non classificato (NC) |
| Rosso   | Non qualificato (NQ)  |
| Nero    | Squalificato (SQ)     |
| Bianco  | Non partito (NP)      |
| Bianco  | Non ha gareggiato     |
| Bianco  | Infortunato (INF)     |
| Bianco  | Escluso (ES)          |
| Bianco  | Gara cancellata (C)   |

#### Classifica piloti rookie
| Pos. | Pilota         | BEL | BEL | GER | GER | SVC | SVC | SVC | UNG | UNG | UNG | SPA | SPA | SPA | ARA | ARA | ARA | Punti |
| ---- | -------------- | --- | --- | --- | --- | --- | --- | --- | --- | --- | --- | --- | --- | --- | --- | --- | --- | ----- |
| 1    | Gilles Magnus  | 10  | 4   | 7   | Rit | 7   | 2   | 3   | 15  | 10  | 14  | 3   | 8   | 5   | 3   | 4   | 9   | 410   |
| 2    | Luca Engstler  | 12  | 10  | NP  | NP  | NC  | 10  | 9   | 8   | Rit | 16  | 8   | 9   | Rit | 13  | 11  | 14  | 243   |
| 3    | Bence Boldizs  | 17  | 17  | 10  | 13  | 21† | 13  | NC  | 16  | 6   | 17  | 9   | NP  | 15  | 17  | Rit | 16  | 236   |
| 4    | Nico Gruber    |     |     |     |     |     |     |     | 18  | 14  | 20  |     |     |     |     |     |     | 45    |
| 5    | Mitchell Cheah |     |     |     |     |     |     |     |     |     |     |     |     |     | 18  | 13  | 20† | 31    |
| 6    | Jack Young     | 20† | 21† | Rit | NP  |     |     |     |     |     |     |     |     |     |     |     |     | 11    |
| Pos. | Pilota         | BEL | BEL | GER | GER | SVC | SVC | SVC | UNG | UNG | UNG | SPA | SPA | SPA | ARA | ARA | ARA | Punti |

| Colore  | Risultato             |
| ------- | --------------------- |
| Oro     | Vincitore             |
| Argento | 2º posto              |
| Bronzo  | 3º posto              |
| Verde   | Finito a punti        |
| Blu     | Finito senza punti    |
| Viola   | Ritirato (Rit)        |
| Viola   | Non classificato (NC) |
| Rosso   | Non qualificato (NQ)  |
| Nero    | Squalificato (SQ)     |
| Bianco  | Non partito (NP)      |
| Bianco  | Non ha gareggiato     |
| Bianco  | Infortunato (INF)     |
| Bianco  | Escluso (ES)          |
| Bianco  | Gara cancellata (C)   |

#### Trofeo WTCR
| Pos. | Pilota                 | BEL | BEL | GER | GER | SVC | SVC | SVC | UNG | UNG | UNG | SPA | SPA | SPA | ARA | ARA | ARA | Punti |
| ---- | ---------------------- | --- | --- | --- | --- | --- | --- | --- | --- | --- | --- | --- | --- | --- | --- | --- | --- | ----- |
| 1    | Jean-Karl Vernay       | 5   | 7   | 9   | 6   | 3   | 14  | 4   | 9   | 3   | 5   | 1   | Rit | 6   | 8   | 2   | 3   | 121   |
| 2    | Gilles Magnus          | 10  | 4   | 7   | Rit | 7   | 2   | 3   | 15  | 10  | 14  | 3   | 8   | 5   | 3   | 4   | 9   | 101   |
| 3    | Nathanaël Berthon      | 9   | 14  | 12  | 12  | 1   | Rit | 2   | 12  | 11  | 11  | 12  | 4   | 4   | 4   | NC  | 8   | 94    |
| 4    | Tom Coronel            | 4   | 6   | 5   | 8   | 6   | 1   | 6   | 11  | 17  | 13  | 19† | Rit | 8   | 12  | 15  | 15  | 80    |
| 5    | Bence Boldizs          | 17  | 17  | 10  | 13  | 21† | 13  | NC  | 16  | 6   | 17  | 9   | NP  | 15  | 17  | Rit | 16  | 28    |
| 6    | Aurélien Comte         |     |     |     |     | 16  | 12  | 12  | 17  | 19† | 19  | Rit | NC  | Rit | 14  | 12  | 17  | 13    |
| 7    | Gábor Kismarty-Lechner | 19  | 18  | 11  | 14  | 20  | 17  | 16  | 19  | 16  | 21  | 18† | 17† | 13  | Rit | 14  | 19  | 8     |
| 8    | Jack Young             | 20† | 21† | Rit | NP  |     |     |     |     |     |     |     |     |     |     |     |     | 0     |
| Pos. | Pilota                 | BEL | BEL | GER | GER | SVC | SVC | SVC | UNG | UNG | UNG | SPA | SPA | SPA | ARA | ARA | ARA | Punti |

| Colore  | Risultato             |
| ------- | --------------------- |
| Oro     | Vincitore             |
| Argento | 2º posto              |
| Bronzo  | 3º posto              |
| Verde   | Finito a punti        |
| Blu     | Finito senza punti    |
| Viola   | Ritirato (Rit)        |
| Viola   | Non classificato (NC) |
| Rosso   | Non qualificato (NQ)  |
| Nero    | Squalificato (SQ)     |
| Bianco  | Non partito (NP)      |
| Bianco  | Non ha gareggiato     |
| Bianco  | Infortunato (INF)     |
| Bianco  | Escluso (ES)          |
| Bianco  | Gara cancellata (C)   |